# حسين كوشكي
حسين كوشكي (بالفارسية: حسین کوشکی) هو لاعب كرة قدم إيراني في مركز ظهير ‏، ولد في 22 مايو 1984 في مرودشت في إيران. لعب مع نادي استقلال طهران ونادي برق شيراز ونادي بيام وحدت خراسان ونادي داماش غيلان ونادي راه آهن ونادي صبا قم ونادي صنعت نفط عبادان.